# 杉山令二
杉山 令二（1864年 - ?）は、日本の武術家である。

## 経歴
1864年12月24日（元治元年）に愛知県に生まれる。
幼少より武芸を好み1885年（明治18年）に近衛聯隊に入営した。
近衛聯隊では特に銃剣述に長じており軍隊の嘱託により教授を行った。
1889年（明治22年）より愛知県下の各種学校に招聘されて武道教授を行う傍ら、名古屋市に杉山盡心館を創設して斯道の普及に従事した。
1893年（明治26年）に小野派一刀流剣術の免許皆伝、1894年（明治27年）に真之神道流柔術の免許皆伝を受けた。
大阪市南区長塚柄橋筋に杉山商店を経営し武具の販売と改良を行っていた。